# 紅海黑幕
（大陸舊譯《红海鲨鱼》），是比利時漫畫家艾爾吉創作的丁丁歷險記漫畫系列的第19部作品。故事的主線是非洲的販奴題材。這部作品的最大特點是出現了大量丁丁歷險記早期作品中的人物。

## 故事簡介
為營救被叛軍推翻的老朋友卡利斯本埃札布國王，丁丁和哈達克船長再臨中東，途中不斷被叛軍步步狙擊。好不容易從沙漠中找到了國王，丁丁卻又發現支援叛軍的戈貢左拉侯爵（实为拉斯泰波波羅斯），竟是卑鄙的奴隸販子！為了撕破他醜惡的面具，丁丁在波濤洶湧的紅海中不斷遭到暗算，生命懸於一線！丁丁能否逃離險境？戈貢左拉的奸計又能否得逞？

## 外部連結
- The Red Sea Sharks （页面存档备份，存于） at Tintinologist.org